# Cirkus Meta
Cirkus Meta var en dansk omrejsende cirkus, der kun eksisterede en enkelt sæson i 1954.
Da Meta Belli (f. Jensen, 1888) døde barnløs i 1953 satte boets eksekutor Cirkus Belli, der var blandt landets største cirkus, til salg. Hendes bror, Ejnar Jensen, som i en årrække havde været teknisk leder af cirkus, gav et bud, men blev overbudt af et konsortium med Ernst Sahlstrøm i spidsen, og de fik også retten til Belli-navnet. Der fulgte senere en retssag om navnet, som Salstrøm & co. vandt. Ejner Jensen startede for sig selv og kaldte sin forretning for Cirkus Meta.
Der var en succesfuld premiere i Horsens den 19. april 1954, men i juni måtte man erkende, at Cirkus Meta ikke var en god forretning. Cirkusset blev engageret af den engelske forlystelsesdirektør F. Horty til i 10 uger at give forestillinger på Isle of Man, fra 16. juni til 21. august under navnet Royal Danish Circus Meta. Forretningen gik konkurs efter forestillingerne og materiellet blev på Isle of Man, hvor det senere blev solgt på auktion.